# Zanzansou
Zanzansou  est une localité du centre de la Côte d'Ivoire et appartenant au département de Daoukro, Région du N'zi-Comoé. La localité de Zanzansou est un chef-lieu de commune.

## Histoire
Louis-Gustave Binger y passe le samedi 23 février 1889. Il écrit : « A neuf heures, nous entrons à Zanzanso, grand village neuf qui vient récemment d'être déplacé ; il s'élève dans une belle friche encore fumante, au milieu d'une splendide végétation ».